# زیردریایی یو-۳۷۰
زیردریایی یو-۳۷۰ (به انگلیسی: German submarine U-370) یک زیردریایی بود که طول آن ۶۷٫۱ متر (۲۲۰ فوت ۲ اینچ) بود. این زیردریایی در سال ۱۹۴۳ ساخته شد.